# PGL Major Antwerp 2022
PGL Major Antwerp 2022― сімнадцятий великий чемпіонат по Counter-Strike: Global Offensive. Він відбувся в Антверпені, Бельгія, на Sportpaleis з 9 по 22 травня 2022 року. У ньому взяли участь 24 команди, більшість з яких пройшли кваліфікацію через регіональні турніри. Він мав призовий фонд у $1 000 000 доларів , що становило половину попереднього. Це був третій Мейджор , організований румунською організацією PGL, після PGL Major: Kraków 2017 та PGL Major Stockholm 2021. 
Переможцем стала FaZe Clan, що є у перше в історії CS:GO, коли міжнародна організація перемагає на Мейджорі. MVP став норвезький гравець Ховард «rain» Нігаард.

## Формат турніру
Етап претендентів: 9-12 травня 2022 р.16 Формат швейцарської команди. Матчі на вибування та просування є Bo3. Усі інші матчі – Bo1. За системою Бухгольца. 8 найкращих команд переходять до Етапу Легенд. 8 нижчих команд вибувають
Етап Легенд: 14-17 травня 2022 р.16 Формат швейцарської команди. Матчі на вибування та просування є Bo3. Усі інші матчі – Bo1. За системою Бухгольца 8 найкращих команд виходять на Етап Чемпіонів. 8 нижчих команд вибувають
Етап чемпіонів: 19-22 травня 2022 р. Одноразове виключення. Використання остаточного рейтингу з Етапу Легенд. Усі матчі є Bo3

##### Карти
- Ancient
- Dust II
- Inferno
- Mirage
- Nuke
- Overpass
- Vertigo

## Команди
Брали участь 24 команди з різних регіонів такі як: Європа, Азія, Америка та Океанія.
| Легенди                    | Легенди                          | Легенди                          | Легенди                      |
| -------------------------- | -------------------------------- | -------------------------------- | ---------------------------- |
| Heroic European RMR A      | Copenhagen Flames European RMR B | BIG European RMR A               | Cloud9 European RMR B        |
| FURIA Esports American RMR | FaZe Clan European RMR A         | Ninjas in Pyjamas European RMR B | Natus Vincere European RMR A |

| Челенджери                   | Челенджери                | Челенджери                    | Челенджери                     |
| ---------------------------- | ------------------------- | ----------------------------- | ------------------------------ |
| ENCE European RMR B          | G2 Esports European RMR B | forZe European RMR A          | Astralis European RMR B        |
| Team Vitality European RMR A | MIBR American RMR         | Imperial Esports American RMR | Bad News Eagles European RMR B |

| Претенденти                  | Претенденти                | Претенденти              | Претенденти                    |
| ---------------------------- | -------------------------- | ------------------------ | ------------------------------ |
| Eternal Fire European RMR A  | Team Spirit European RMR B | Outsiders European RMR A | Complexity Gaming American RMR |
| IHC Esports Asia-Pacific RMR | Renegades Asia-Pacific RMR | Team Liquid American RMR | 9z Team American RMR           |

## Розділення призового фонду
Призовий фонд Мейджора становив ― $1,000,000 доларів

### Розділення призового фонду
| Місце | Виграш   | Команда                                                                                    |
| ----- | -------- | ------------------------------------------------------------------------------------------ |
|       | $500,000 | FaZe Clan                                                                                  |
|       | $150,000 | Natus Vincere                                                                              |
| -     | $70,000  | Team Spirit ENCE                                                                           |
| 5-8   | $35,000  | FURIA Esports Ninjas in Pyjamas Copenhagen Flames Heroic                                   |
| 9-16  | $8,750   | G2 Esports Team Vitality Imperial Esports BIG Cloud9 Outsiders Bad News Eagles Team Liquid |
| 17-24 | ―        | forZe Astralis MIBR Complexity Gaming Eternal Fire IHC Esports 9z Team Renegades           |